# Golden Earring
A Golden Earring (angolul: "Arany Fülbevaló") nevű holland együttest 1961-ben alakította meg az akkor 13 éves George Kooymans és 15 éves szomszédja, Rinus Gerritsen.

## Története
Kezdetben The Tornados-nak hívták magukat, ám kénytelenek voltak nevet változtatni, amikor megtudták, hogy már létezik egy ilyen nevű zenekar. A Golden Earring név Mitchell Leisen 1947-es, Golden Earrings című filmjéből ered, melyben a címszereplő, Marlene Dietrich egy gyakran dalra fakadó cigány asszonyt alakít, s némileg meglepő módon mind a dalok, mind a káromkodások ízes magyarsággal törnek fel a torkából. Az azonos című dalt is Dietrich énekelte a filmben, majd 1948-ban Peggy Lee vitte sikerre. A zenekar ez utóbbi változattal kezdte a koncertjeit.
A kezdetben popzenét játszó, Frans Krassenburg énekessel felálló csapat már a legelső, 1965-ben kiadott kislemezzel sikereket ért el. Fred Haayen, a holland lemezkiadó munkájával elégedetlen menedzser rábeszélte a zenekart, hogy a következő lemezüket a Londoni Pye Recordsstúdióban vegyék fel. A "csel" bejött, az ott rögzített That Day című számmal a holland lista második helyéig jutottak – az első helytől csak a Beatles Michelle-jének sikerült elütnie őket.Az 1968-as listavezető kislemezük után kiadták a nagy sikerű, pszichedelikus hatású 'Eight Miles High' című albumot, melyen a címadó dalt 18 percesre hizlalták (a dal egyébként egy 1966-os The Byrds-sláger feldolgozása volt). E dal 45 perces változata szokatlan „bájt” kölcsönzött az 1969-es első és a második amerikai koncertkörútjuknak, a hippikorszakkal és a Woodstocki fesztivál-lal egyidőben.
Az európai együttesek közül elsőként, szintén 1969-ben adták az első, igazán jelentősnek tekinthető koncertjeiket a tengerentúlon. Hard rockos hangzásuknak köszönhetően a Led Zeppelinnel, Eric Claptonnal és Jimi Hendrixszel léptek fel közösen. 1969 és 1984 között 13 turnét "zavartak le" az amerikai kontinensen, és többek között Santana, Ted Nugent, a The Doobie Brothers, a Rush és a .38 Special előzenekaraként játszottak. A Radar Love '70-es évekbeli hatalmas sikerekor a KISS-t és az Aerosmith-t hívták meg "bemelegítésként".
A rövid, de sikeres amerikai időszak után ínségesebb idők következtek: egészen 1982-es Twilight Zone-ig nem sikerült slágert írniuk. A Radar Love örök klasszikusának mintegy 200 feldolgozása ismert, mások mellett a U2, a White Lion, az REM és Bryan Adams is rögzítette a saját átköltését.
1992-től 2004-ig a zenekar három akusztikus (unplugged) albumot adott ki, melyeket a közönség melegen fogadott. Ugyancsak 1992 óta rendszeresen lépnek fel színházakban ezzel a hangszereléssel, általában telt házak előtt.

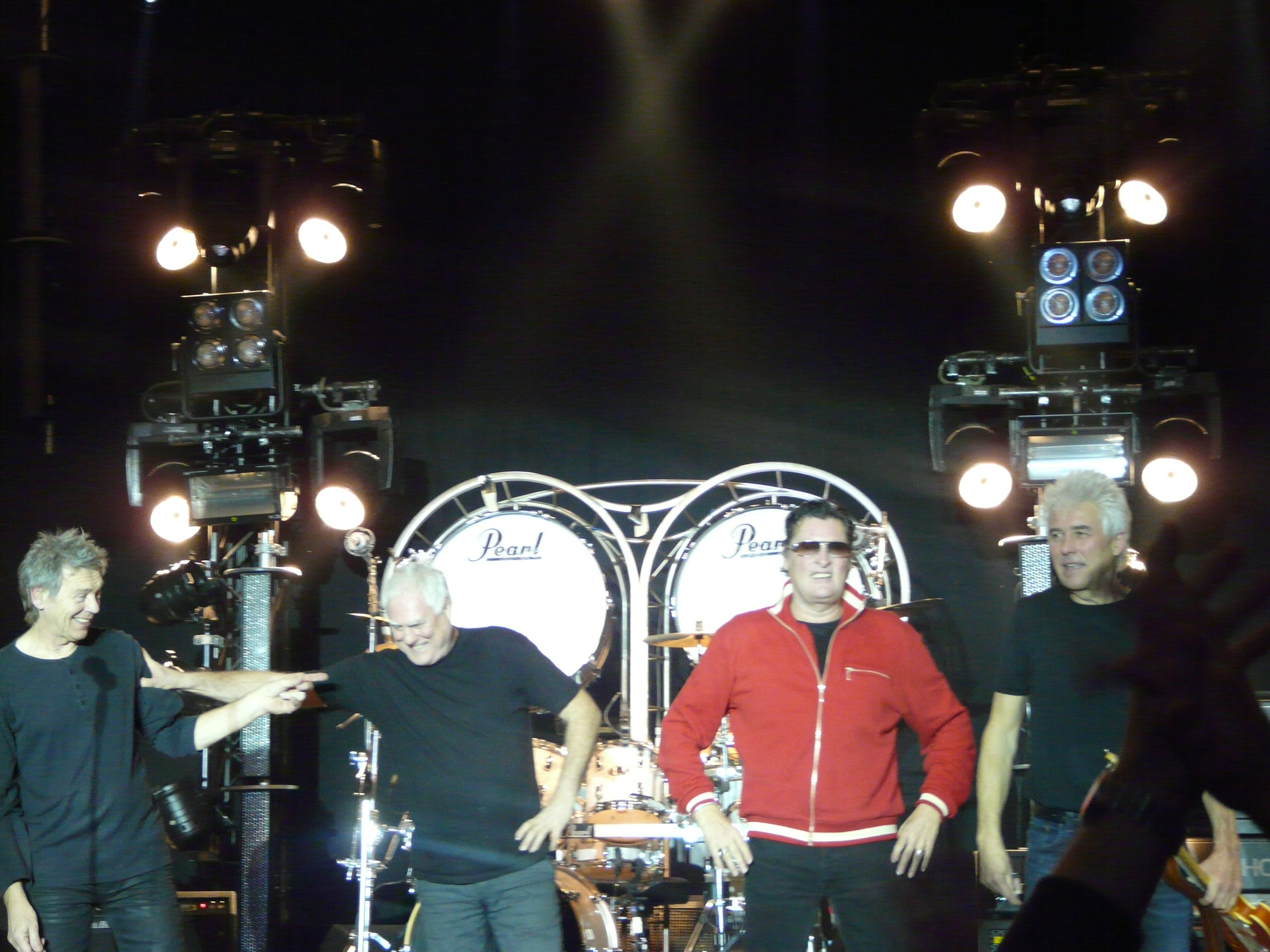
A Golden Earring a színpadon

Az évente több mint 200 helyen, főleg Hollandiában, Belgiumban, Németországban és az Egyesült Királyságban fellépő zenekar éppen az új stúdióalbumon dolgozik. 2009-ben ünnepelték fennállásuk 48. évfordulóját. 1970 óta a változatlan négyes felállásban zenélnek, s csak időnként egészülnek ki egy beugró ötödik taggal. A The Rolling Stones, a Beach Boys és a német The Lords mellett a Golden Earring is a legrégebben alakult és a mai napig aktív rockzenekarok közé tartozik.

## Diszkográfia

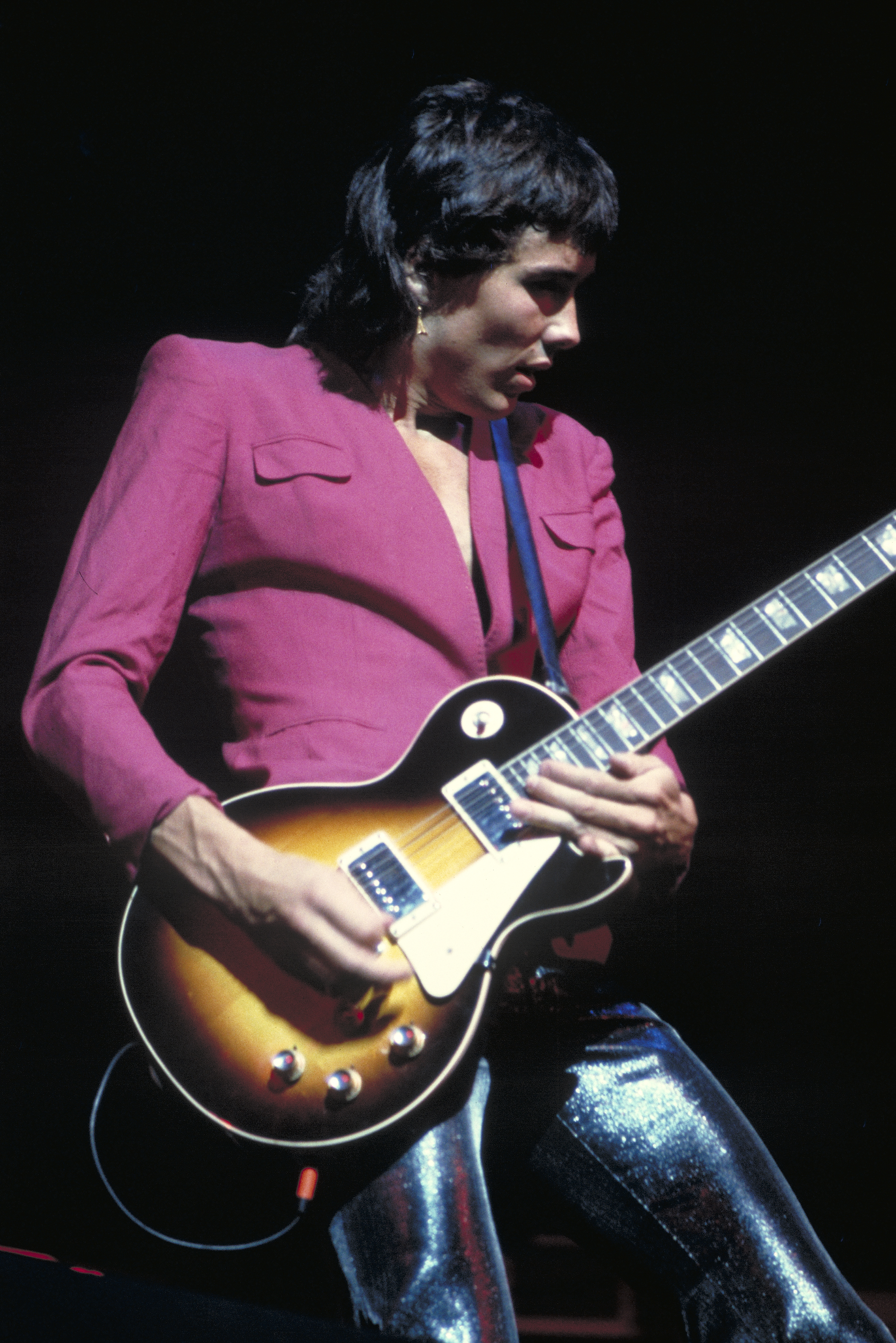
George Kooymans szólógitáros, 1974-ben

### Albumok
- 1965 Just Earrings
- 1967 Winter-Harvest
- 1968 Miracle Mirror
- 1969 On the Double (double album)
- 1969 Eight Miles High
- 1970 Golden Earring (aka Wall of Dolls)
- 1971 Seven Tears
- 1972 Together
- 1973 Moontan
- 1975 Switch
- 1976 To the Hilt
- 1976 Contraband (titled 'Mad Love' with different cover art and alternate track listing in the USA)
- 1977 Live (live double album)
- 1978 Grab It for a Second
- 1979 No Promises...No Debts
- 1980 Prisoner of the Night
- 1981 2nd Live (live double album)
- 1982 Cut
- 1984 N.E.W.S.
- 1984 Something Heavy Going Down (live album)
- 1986 The Hole
- 1989 Keeper of the Flame
- 1991 Bloody Buccaneers
- 1992 The Naked Truth (acoustic album)
- 1994 Face It (partially acoustic)
- 1995 Love Sweat (cover album)
- 1997 Naked II (acoustic album)
- 1999 Paradise in Distress
- 2000 Last Blast of the Century (live album)
- 2003 Millbrook U.S.A.
- 2005 Naked III, Live at the Panama (acoustic live album)
- 2006 Live In Ahoy
- 2008 The Long Versions
- 2012 Tits'n'Ass

### Válogatáslemezek
- 1968 Greatest Hits (Polydor)
- 1970 The Best of Golden Earring (US)
- 1973 Hearing Earring
- 1977 Story
- 1981 Greatest Hits, Vol. 3
- 1988 The Very Best, Vol. 1
- 1988 The Very Best, Vol. 2
- 1989 The Continuing Story of Radar Love
- 1992 Radar Love
- 1994 Best of Golden Earring (Europe)
- 1998 The Complete Naked Truth
- 1998 70s & 80s, Vol. 35
- 2000 Greatest Hits
- 2000 The Devil Made Us Do It: 35 Years
- 2002 Singles 1965-1967
- 2002 Bloody Buccaneers/Face It
- 2003 3 Originals
- 2009 Collected (3 CD)

## Külső hivatkozások
- (angolul) Official website